# Haag, Amstetten

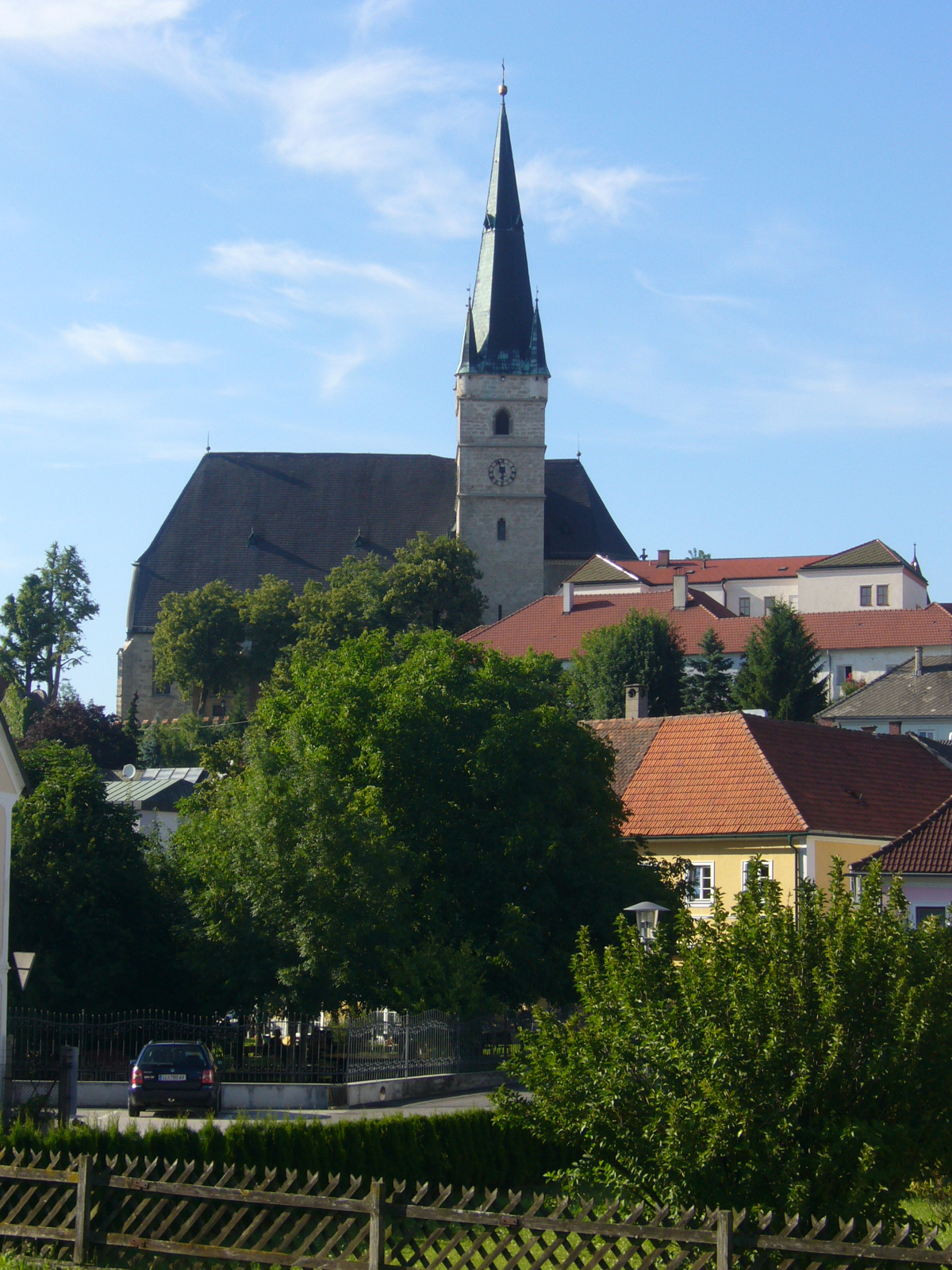
Haag, Áo

Haag là một thị trấn ở huyện Amstetten trong bang Niederösterreich ở nước Áo. Đô thị này có diện tích 54,77 km², dân số năm 2001 là 5310 người.